# 15595 Melwincheng
15595 Melwincheng eller 2000 GX95 är en asteroid i huvudbältet som upptäcktes den 6 april 2000 av LINEAR i Socorro County, New Mexico. Den är uppkallad efter Melwin Choon Lei Cheng.